# A galiña azul

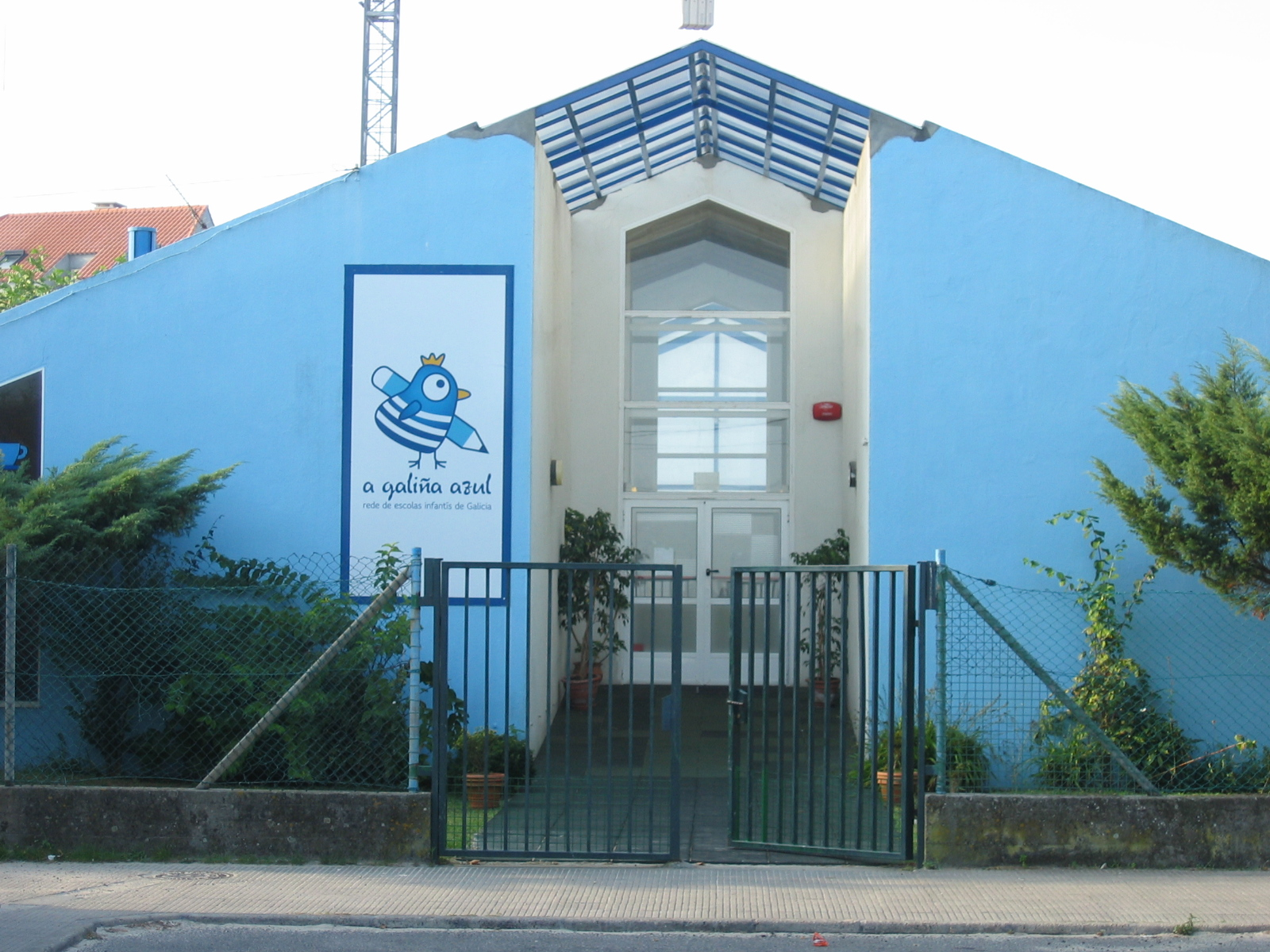
École pré-élémentaire A galiña azul de la commune O Grove (province de Pontevedra)

A galiña azul (La poule bleue succède à Galescola) est un réseau public d'écoles de la communauté autonome de Galice pour accueillir les enfants de 3 mois à 3 ans  pour promouvoir l'éducation en langue galicienne, dans le cadre de la politique éducative de la Commission européenne (Éducation et accueil de la petite enfance : permettre aux enfants de se préparer au mieux au monde de demain).
Le projet des galescolas (contraction des mots "galicien"  et "écoles", gal et  escolas) né en 2004, s'est mis en place pour l'année scolaire 2007/2008. À la suite des élections au parlement de Galice en 2009, il est devenu A galiña azul du nom d'un conte de Carlos Casares, et a été mis en place à partir de l'année scolaire 2009/2010.

## Projet éducatif public
Galescola est un projet éducatifgéré par le Consorcio Galego de Servizos de Igualdade e Benestar, organisme public  dans lequel sont représentés le gouvernement autonome et les municipalités concernées. Son objet est de s'adapter au concept de la famille du XXIe siècle, de permettre à la citoyenne galicienne de concilier travail et vie personnelle et de réduire la différence de l'enseignement pré-scolaire entre ville et campagne  (…adaptarse ao concepto de familia do século XXI e permitir a conciliación da vida laboral e persoal da cidadanía galega). 
Le projet initial prévoyait l’ouverture de 121 centres.  122  centres fonctionnent début 2012 :  38 dans la province de La Corogne
, 14 dans la province de Lugo , 23 dans la province d'Ourense , 47 dans la province de Pontevedra .